# Poligné
Poligné é uma comuna francesa na região administrativa da Bretanha, no departamento Ille-et-Vilaine. Estende-se por uma área de 9,22 km². Em 2010 a comuna tinha 1 230 habitantes (densidade: 133,4 hab./km²).